# Río Senguer (departement)
Río Senguer is een departement in de Argentijnse provincie Chubut. Het departement (Spaans:  departamento) heeft een oppervlakte van 22.335 km² en telt 6.194 inwoners.

## Plaatsen in departement Río Senguer
- Aldea Apeleg
- Aldea Beleiro
- Alto Rio Mayo
- Alto Río Senguer
- Doctor Ricardo Rojas
- El Coyte
- Escuadron Rio Mayo
- Facundo
- La Puerta del Diablo
- Lago Blanco
- Los Tamariscos
- Paso Moreno
- Pastos Blancos
- Rio Guenguel
- Río Mayo